# Raymond, Ohio
Raymond är en ort i Union County i delstaten Ohio, USA.